# Coupe du monde de BMX 2014
Navigation
2013 2015
La 12e édition de la coupe du monde de BMX a débuté le 18 avril par la manche de Manchester au Royaume-Uni et s'est terminée le  27 septembre 2014 à Chula Vista aux États-Unis. 

## Hommes élites

### Résultats
| #  | Lieu                | Date            | Vainqueur        | Deuxième       | Troisième      | Leader du classement général |
| -- | ------------------- | --------------- | ---------------- | -------------- | -------------- | ---------------------------- |
| 1. | Manchester          | 18-19 avril     | Liam Phillips    | Anthony Dean   | Tory Nyhaug    | Liam Phillips                |
| 2. | Papendal            | 10-11 mai       | Sam Willoughby   | Twan Van Gendt | Liam Phillips  | Liam Phillips                |
| 3. | Berlin              | 13-14 juin      | Māris Štrombergs | Twan Van Gendt | Joris Daudet   | Liam Phillips                |
| 4. | Santiago del Estero | 6-7 septembre   | Māris Štrombergs | Liam Phillips  | Tory Nyhaug    | Liam Phillips                |
| 5. | Chula Vista         | 26-27 septembre | Sam Willoughby   | Nicholas Long  | Carlos Ramírez | Liam Phillips                |

### Classement général
| Pos | Coureur        | Pts |
| --- | -------------- | --- |
| 1   | Liam Phillips  | 710 |
| 2   | Anthony Dean   | 610 |
| 3   | Twan van Gendt | 570 |
| 4   | Corben Sharrah | 550 |
| 5   | Connor Fields  | 545 |

## Femmes élites

### Résultats
| #  | Lieu                | Date            | Vainqueur         | Deuxième          | Troisième         | Leader du classement général |
| -- | ------------------- | --------------- | ----------------- | ----------------- | ----------------- | ---------------------------- |
| 1. | Manchester          | 18-19 avril     | Caroline Buchanan | Brooke Crain      | Stefany Hernández | Caroline Buchanan            |
| 2. | Papendal            | 10-11 mai       | Laura Smulders    | Felicia Stancil   | Stefany Hernández | Caroline Buchanan            |
| 3. | Berlin              | 13-14 juin      | Caroline Buchanan | Mariana Pajón     | Manon Valentino   | Caroline Buchanan            |
| 4. | Santiago del Estero | 6-7 septembre   | Mariana Pajón     | Alise Post        | Melinda McLeod    | Caroline Buchanan            |
| 5. | Chula Vista         | 26-27 septembre | Mariana Pajón     | Caroline Buchanan | Alise Post        | Caroline Buchanan            |

### Classement général
| Pos | Coureuse          | Pts |
| --- | ----------------- | --- |
| 1   | Caroline Buchanan | 925 |
| 2   | Mariana Pajón     | 760 |
| 3   | Laura Smulders    | 725 |
| 4   | Stefany Hernández | 725 |
| 5   | Brooke Crain      | 670 |